# Kabinett Botha II
Das Kabinett Botha II entstand im September 1984 aus der südafrikanischen Regierung des bis dahin amtierenden Premierministers Pieter Willem Botha. Dieser wurde am 3. September 1984 vom bisherigen Kabinett kommissarisch zum Staatspräsidenten, am 5. September auf Basis der neuen Verfassung von einem 88-köpfigen Wahlkollegium (electoral college) regulär in diese Funktion gewählt und am 14. September in Kapstadt offiziell in das Präsidentenamt eingeführt. Im Jahr 1984 fanden nur Wahlen für zwei Kammern (Coloureds, Inder) statt. Die erste Kammer (Weiße), House of Assembly genannt, bildete sich nach der Parlamentswahl von 1981.

## Kabinett
In der zweiten Regierung Botha waren Minister der Nasionale Party (NP), die Labour Party (LP) und die National People’s Party (NPP) vertreten. Sie kamen aus allen drei Kammern des Parlaments, jedoch dominierten die Vertreter der „weißen“ Kammer House of Assembly. Die erste Kabinettssitzung fand am 19. September 1984 statt. Dem Kabinett gehörten die nachfolgend aufgeführten Personen an.

### Kabinettszusammensetzung vom September 1984
Die nachfolgende Tabelle stellt die Zusammensetzung des Kabinetts seit September 1984 dar.
| Geschäftsbereich                                                                                            | Zuständigkeit | Minister                                                                  | Vizeminister |
| --- | --- | ------------------------------------------------------------------------- | --- |
| Premierminister und Staatspräsident / Prime Minister und State President                                    | | Pieter Willem Botha (NP)                                                  | |
| Büro des Staatspräsidenten / State President’s Office                                                       | National Intelligence Service, Secretariat of the State Security Council, Office of the commission for administration, seit 1985: Department of Administration and Economic Advisory Services (darin: Commission for administration, Central Statistical Services und Economic Advisory Council) | Eli Louw (NP) (1985–86 für Administration and Economic Advisory Services) | Louis Nel (als Deputy Minister for Information: Information Bureau)                                                                                   |
| Agrarwirtschaft und Wasserangelegenheiten / Agricultural Economics and Water Affairs                        | Department of Agricultural Economics and Marketing, Department of Water Affairs | Greyling Wentzel (NP)                                                     | Gert Kotzé (NP) |
| Arbeit / Manpower                                                                                           | Department of Manpower | Pietie du Plessis (NP)                                                    | |
| Finanzen / Finance                                                                                          | Department of Finance, Office of the auditor-general | Owen Horwood, seit August 1984 Barend Jacobus du Plessis (NP)             | Eli Louw (NP) |
| Gesundheit und Sozialwesen / Health and Welfare                                                             | Department of Health and Welfare | Nak van der Merwe                                                         | George de Villiers Morrison (NP) |
| Industrien und Gewerbe (später: Handel und Industrie) / Industries and Commerce (später Trade and Industry) | Department of Industries and Commerce | bis 1986 Dawie de Villiers                                                | |
| Innere Angelegenheiten und nationale Bildung / Home Affairs and of National Education                       | Department of Home Affairs, Department of National Education | Frederik Willem de Klerk (NP) seit 1. Juli 1985 Stoffel Botha (NP)        | P. Cronjé, Piet Badenhorst (NP) |
| Internationale Angelegenheiten / Foreign affairs                                                            | Department of Foreign Affairs, information service des SABC | Pik Botha (NP)                                                            | seit 1983 Louis Nel (NP) |
| Justiz / Justice                                                                                            | Department of Justice, Directorate of Prisons, influx control | Hendrick Jacobus Coetsee (NP)                                             | |
| Kommunikation und Öffentliche Arbeiten / Communications and Public Works                                    | Department of posts and telecommunications, Department of Public Works and Land Affairs Teile des ehem. Department of Community Development | bis 1986 L.A.P.A. Munnik (NP)                                             | |
| Kooperation, Entwicklung und Bildung / Co-operation, Development and Education                              | Department of Co-operation and Development, Department of Education and Training | Gerrit Viljoen (NP)                                                       | George de Villiers Morrison (NP), für Cooperation and of Education Sam de Beer, seit 1983 für Development and Land Affairs Benjamin Hugh Wilkens (NP) |
| ohne Geschäftsbereich / without Portfolio (Vorsitzender des Ministers’ Council for Coloured Affairs)        | hier ohne Ressort | Allan Hendrickse (LP)                                                     | - |
| ohne Geschäftsbereich / without Portfolio (Vorsitzender des Ministers’ Council for Indian Affairs)          | hier ohne Ressort | Amichand Rajbansi (NPP)                                                   | - |
| Recht und Ordnung / Law and Order                                                                           | South African Police, Directorate of Security Legislation des Justizministeriums | Louis Le Grange (NP)                                                      | bis Januar 1985 kein Stellvertreter, Adriaan Vlok (NP)                                                                                                |
| Rohstoff- und Energieangelegenheiten / Mineral and Energy Affairs                                           | Department of Mineral and Energy Affairs | Danie Steyn                                                               | |
| Transportdienste / Transport Services                                                                       | Department of Transport Affairs, South African Transport Services | Hendrik Schoeman (NP)                                                     | |
| Umweltangelegenheiten und Tourismus / Environment Affairs and Tourism                                       | Department of Environment Affairs, South African Tourism Council | John Wiley (NP)                                                           | seit Juni 1985: für Environment Affairs SV Naicker (NPP)                                                                                              |
| Verfassungsentwicklung und Planung / Constitutional Development and Planning                                | Department of Constitutional Development and Planning, Scientific Advisory Council, Group areas board | Chris Heunis (NP)                                                         | Piet Badenhorst (NP) |
| Verteidigung / Defence                                                                                      | Department of Defence, Armaments Corporation of South Africa | Magnus Malan (NP)                                                         | bis Januar 1985 kein Stellvertreter, Adriaan Vlok (NP)                                                                                                |

### Kabinettszusammensetzung vom 1. Dezember 1986
Die geänderte Kabinettsbesetzung gibt die nachfolgende Tabelle an.
| Geschäftsbereich | Minister                                  | Vizeminister                                                                                                  |
| --- | ----------------------------------------- | --- |
| Minister im Präsidentenamt beauftragt mit Verwaltung und Rundfunk (Minister in the State President’s Office entrusted with Administration and Broadcasting), zuvor in der Funktion als Vice-State President | Alwyn Schlebusch (NP)                     | - |
| Arbeitskräfte und Öffentliche Arbeiten / Manpower and Public Works | Pieter Theunis Christiaan du Plessis (NP) | für Public Works and Land Affairs Ben Wilkens                                                                 |
| Bildung und Entwicklungshilfe / Education and Development Aid | Gerrit Viljoen (NP)                       | für Education Samuel Johannes de Beer (NP), für Development Aid Hendrik Tempel                                |
| Finanzen / Finance | Barend Jacobus du Plessis (NP)            | Kent Durr (NP) und Org Marais (NP)                                                                            |
| Innere Angelegenheiten und Kommunikation / Home Affairs and Communications | Stoffel Botha (NP)                        | für Information Christoffel Johannes van der Merwe (NP)                                                       |
| Internationale Beziehungen / Foreign Affairs | Pik Botha (NP)                            | Kobus Meiring und Ron Miller                                                                                  |
| Justiz / Justice | Hendrick Jacobus Coetsee (NP)             | |
| Landwirtschaft / Agriculture | Greyling Wentzel (NP)                     | für Agriculture and Agriculture and Water Supply André Isak van Niekerk (NP)                                  |
| Nationale Bildung / National Education | Frederik Willem de Klerk (NP)             | |
| Nationale Gesundheit und Bevölkerungsentwicklung / National Health and Population Development | Willem Abraham van Niekerk                | für National Health Michael Veldman, für Population Development Luwellyn Landers                              |
| ohne Geschäftsbereich / without Portfolio (Vorsitzender des Ministers’ Council for Coloured Affairs) | Helenard Joe Hendrickse (LP)              | - |
| ohne Geschäftsbereich / without Portfolio (Vorsitzender des Ministers’ Council for Indian Affairs) | Amichand Rajbansi (NPP)                   | - |
| Recht und Ordnung / Law and Order | Adriaan Johannes Vlok (NP)                | Roelof Petrus Meyer (NP)                                                                                      |
| Umwelt- und Wasserangelegenheiten / Environment Affairs and Water Affairs | John Wiley (NP)                           | für Water Affairs Jacobus van Wyk, für Environment Affairs SV Naicker (NPP), für Water Supply Gert Kotzé (NP) |
| Verfassungsentwicklung und Planung / Constitutional Development and Planning | Jan Christiaan Heunis (NP)                | für Constitutional Development and Planning Piet Badenhorst (NP) und Ben Wilkens (NP)                         |
| Verkehrsangelegenheiten / Transport Affairs | Eli Louw (NP)                             | Myburgh Streicher                                                                                             |
| Verteidigung / Defence | Magnus Malan (NP)                         | Wynand Breytenbach (NP)                                                                                       |
| Wirtschaftsangelegenheiten und Technologie / Economic Affairs and Technology | Danie Steyn                               | George Bartlett und Theo Alant                                                                                |

## Kabinettsumbildungen
Seit der Kabinettsbildung im Jahr 1984 gab es zahlreiche Umbesetzungen. Zu erheblichen Veränderungen hinsichtlich der Zuschnitte einiger Ressorts und bei der personellen Besetzungen von Spitzenämtern kam es am 1. Dezember 1986.

## Kabinettnahe Institutionen der Regierung Botha II

### Gremien unter direkter Leitung des Staatspräsidenten
- State Security Council
- President’s Council

### Ministergruppen im Dreikammerparlament
Die Verfassung des Dreikammerparlaments sah für die Abgeordnetenkammern jeweils eine Ministergruppe (Ministers’ Council, deutsch: „Rat der Minister“) vor. Jede dieser Ministergruppe bestand aus ihrem Vorsitzenden und vier weiteren Ressorvertretern im Ministerrang. Sie sind nicht mit den Ministern im Kabinett des Staats- und Regierungschefs zu verwechseln.
- Ministers’ Council for Coloured Affairs (House of Representatives)

Die Ressorts neben der Funktion des Vorsitzenden (Amtssitz in Kapstadt) waren:
- local government, housing and agriculture (deutsch etwa: „Regionalregierung, Wohnungsbau und Landwirtschaft“)
- budget (deutsch: Budgetangelegenheiten)
- health services and welfare (deutsch etwa: „Gesundheitsversorgung und soziale Angelegenheiten“)
- education and culture (deutsch: Bildung und Kultur)

- Ministers’ Council for Indian Affairs (House of Delegates)

Die Ressorts neben der Funktion des Vorsitzenden (Amtssitz in Durban) waren:
- local government, housing and agriculture (deutsch etwa: „Regionalregierung, Wohnungsbau und Landwirtschaft“)
- budget (deutsch: Budgetangelegenheiten)
- health services and welfare (deutsch etwa: „Gesundheitsversorgung und soziale Angelegenheiten“)
- education and culture (deutsch: Bildung und Kultur)

- Ministers’ Council for White Affairs

Die Ressorts waren:
- chairman and minister of health services and welfare (deutsch etwa: „Vorsitzender und Minister für Gesundheitsdienste und Wohlfahrtspflege“)
- agriculture and water supply (deutsch: Landwirtschaft und Wasserversorgung)
- budget (deutsch: Budgetangelegenheiten)
- local government, housing and works (deutsch etwa: „Regionalregierung, Wohnungsbau und öffentliche Arbeiten“)
- education and culture (deutsch: Bildung und Kultur)